# Hamilton-Centre
Pour les articles homonymes, voir Hamilton.
Pour la circonscription provinciale, voir Hamilton-Centre (circonscription provinciale).
Circonscription électorale fédérale du Canada
Hamilton-Centre ((en) Hamilton Centre) est une circonscription électorale fédérale en Ontario.

## Géographie
La circonscription est située dans la région du Grand Toronto, plus précisément dans la ville d'Hamilton, sur les rives de la baie de Burlington. 
Les circonscriptions limitrophes sont Hamilton-Est—Stoney Creek, Hamilton Mountain, Hamilton-Ouest—Ancaster—Dundas, Flamborough—Glanbrook—Brant-Nord et Burlington.
En 2015, les circonscriptions limitrophes étaient Hamilton-Est—Stoney Creek, Hamilton Mountain, Flamborough—Glanbrook et Burlington.

## Historique
La circonscription d'Hamilton-Centre est créée en 2003 avec des parties de Hamilton-Est, Hamilton-Ouest, Ancaster—Dundas—Flamborough—Aldershot.
Lors du redécoupage électoral de 2022-2023, la circonscription gagne, au nord-ouest, la partie de la circonscription de Hamilton-Ouest—Ancaster—Dundas située à l'est de la route 6 (comprenant la section inhabitée du cimetière Woodlands) et, à l'est, la partie ouest de la circonscription de Hamilton-Est—Stoney Creek située à l'ouest de la promenade Red Hill Valley (en) de la limite sud jusqu'à la rue King, après à l'ouest de l'avenue Parkdale Sud de la rue King jusqu'à la rue Burlington Est puis à l'ouest de l'avenue Strathearne et du chemin Pier 24 Gateway.

## Députés
| Législature                                                                                  | Années                                                                                       | Député                                                                                       | Parti                                                                                        | Parti                                                                                        |
| Hamilton-Centre issue de Hamilton-Est, Hamilton-Ouest, Ancaster—Dundas—Flamborough—Aldershot | Hamilton-Centre issue de Hamilton-Est, Hamilton-Ouest, Ancaster—Dundas—Flamborough—Aldershot | Hamilton-Centre issue de Hamilton-Est, Hamilton-Ouest, Ancaster—Dundas—Flamborough—Aldershot | Hamilton-Centre issue de Hamilton-Est, Hamilton-Ouest, Ancaster—Dundas—Flamborough—Aldershot | Hamilton-Centre issue de Hamilton-Est, Hamilton-Ouest, Ancaster—Dundas—Flamborough—Aldershot |
| -------------------------------------------------------------------------------------------- | -------------------------------------------------------------------------------------------- | -------------------------------------------------------------------------------------------- | -------------------------------------------------------------------------------------------- | -------------------------------------------------------------------------------------------- |
| 38e                                                                                          | 2004–2006                                                                                    | David Christopherson                                                                         |                                                                                              | Nouveau Parti démocratique                                                                   |
| 39e                                                                                          | 2006–2008                                                                                    | David Christopherson                                                                         |                                                                                              | Nouveau Parti démocratique                                                                   |
| 40e                                                                                          | 2008–2011                                                                                    | David Christopherson                                                                         |                                                                                              | Nouveau Parti démocratique                                                                   |
| 41e                                                                                          | 2011–2015                                                                                    | David Christopherson                                                                         |                                                                                              | Nouveau Parti démocratique                                                                   |
| 42e                                                                                          | 2015–2019                                                                                    | David Christopherson                                                                         |                                                                                              | Nouveau Parti démocratique                                                                   |
| 43e                                                                                          | 2019–2021                                                                                    | Matthew Green                                                                                |                                                                                              | Nouveau Parti démocratique                                                                   |
| 44e                                                                                          | 2021–2025                                                                                    | Matthew Green                                                                                |                                                                                              | Nouveau Parti démocratique                                                                   |
| 45e                                                                                          | 2025–en cours                                                                                | Aslam Rana                                                                                   |                                                                                              | Parti libéral du Canada                                                                      |